# Adele Garavaglia
Adele Garavaglia, all'anagrafe Adelaide Francesca Zoppis (Torino, 15 aprile 1869 – Roma, 11 marzo 1944), è stata un'attrice italiana.

## Biografia
Nata da Felicita Migliano e Giuseppe Antonio Zoppis, da giovanissima inizia a lavorare in piccole parti teatrali recitando nella compagnia di Ermete Zacconi e Eleonora Duse nel dramma di Gabriele D'Annunzio La Gioconda.
Nel 1897 sposa l'attore di cinema muto Ferruccio Garavaglia, con il quale aveva già avuto un figlio, Leo Garavaglia, il quale presto seguirà le orme dei genitori, prima come attore teatrale, poi cinematografico e doppiatore.

## Il cinema muto
La Garavaglia lavora con il marito per diversi anni sino alla morte di questi nel 1912; la si trova alcuni anni dopo impegnata nel cinema muto, in produzioni della Vera Film e Lutius, con la regia di Del Colle, Gargiulo, Pittei. Successivamente avrà un contratto con la Drago Film, alternando l'attività con le presenze in teatro nelle compagnie Salvini e Chiantoni.

## Il doppiaggio
Dall'inizio degli anni trenta lavora nel doppiaggio cinematografico e nella prosa radiofonica, spesso insieme al figlio Leo e alla nipote Miranda Bonansea.
Risulta comunque ella stessa doppiata in alcuni film, come Il re si diverte, Piccolo mondo antico e Nozze di sangue nei quali Adele Garavaglia recita con la voce di Giovanna Scotto.

## Filmografia
- L'avvocato difensore, regia di Gero Zambuto (1934)
- Freccia d'oro, regia di Corrado D'Errico e Piero Ballerini (1935)
- Ginevra degli Almieri, regia di Guido Brignone (1935)
- Amore, regia Carlo Ludovico Bragaglia (1935)
- Pierpin, regia di Duilio Coletti (1935)
- Il fu Mattia Pascal, regia di Pierre Chenal (1937)
- Questi ragazzi, regia di Mario Mattoli (1937)
- I figli del marchese Lucera, regia di Amleto Palermi (1938)
- La voce senza volto, regia di Gennaro Righelli (1939)
- Follie del secolo, regia di Amleto Palermi (1939)
- Il documento, regia di Mario Camerini (1939)
- Il ladro sono io!, regia di Flavio Calzavara (1940)
- Incanto di mezzanotte, regia di Mario Baffico (1940)
- Arditi civili, regia di Domenico Gambino (1940)
- Il ponte dei sospiri, regia di Mario Bonnard (1940)
- Piccolo alpino, regia di Oreste Biancoli (1940)
- Ecco la radio!, regia di Giacomo Gentilomo (1940)
- Piccolo mondo antico, regia di Mario Soldati (1941)
- La corona di ferro, regia di Alessandro Blasetti (1941)
- La forza bruta, regia di Carlo Ludovico Bragaglia (1941)
- Nozze di sangue, regia di Goffredo Alessandrini (1941)
- Idillio a Budapest, regia di Giorgio Ansoldi e Gabriele Varriale (1941)
- Don Buonaparte, regia di Flavio Calzavara (1941)
- La cena delle beffe, regia di Alessandro Blasetti (1941)
- Il re si diverte, regia di Mario Bonnard (1941)
- Le due orfanelle, regia di Carmine Gallone (1942)
- Un garibaldino al convento, regia di Vittorio De Sica (1942)
- Il romanzo di un giovane povero, regia di Guido Brignone (1942)
- M.A.S., regia di Romolo Marcellini (1942)
- Odessa in fiamme, regia di Carmine Gallone (1942)
- Le vie del cuore, regia di Camillo Mastrocinque (1942)
- Rita da Cascia, regia di Antonio Leonviola (1943)
- L'angelo bianco, regia di Giulio Antamoro, Federico Sinibaldi ed Ettore Giannini (1943)
- Inviati speciali, regia di Romolo Marcellini (1943)
- Nebbie sul mare, regia di Marcello Pagliero (1943)
- Il treno crociato, regia di Carlo Campogalliani (1943)
- Nessuno torna indietro, regia di Alessandro Blasetti (1943)
- Tre ragazze cercano marito, regia di Duilio Coletti (1943)
- La sua strada, regia di Mario Costa (1943)
- Lettere al sottotenente, regia di Goffredo Alessandrini (1943)
- Non nominare il nome di Dio invano, episodio de I dieci comandamenti, regia di Giorgio Walter Chili (1945)